# Felipe Contepomi
Felipe Contepomi (ur. 20 sierpnia 1977 w Buenos Aires) – argentyński rugbysta, łącznik ataku lub środkowy ataku, grający w irlandzkim klubie Leinster Rugby. Kapitan reprezentacji narodowej.
Dla reprezentacji Argentyny rozegrał od 1998 roku 75 spotkań i zdobył 588 punktów.
Uczestnik czterech Pucharów Świata: w 1999, 2003, 2011 oraz we Francji w 2007 roku, gdzie poprowadził reprezentację Argentyny do trzeciego miejsca na świecie, samemu zostając drugim najskuteczniej punktującym zawodnikiem mistrzostw. We Francji Argentyna pod jego wodzą pokonała Gruzję, Namibię, Irlandię, Szkocję i Francję (dwukrotnie, w tym w meczu decydującym o brązowym medalu), a sam Contepomi otrzymał nominację do nagrody dla zawodnika roku według IRB. 
Ma brata bliźniaka, Manuela, który także gra w reprezentacji Argentyny.